# Miljøteknologi
Miljøteknologi eller grøn teknologi er samlingen af de miljøvidenskaber der forsøger at holde liv i det naturlige miljø og ressourcer, ved at begrænse de bivirkninger menneskenes indflydelse har. Det er grenen af ingeniørvirksomhed, der primært beskæftiger sig med at beskytte folk mod de negative miljøeffekter, som forurening, samt forbedre miljøkvaliteten.  Vedvarende udvikling er kernen i Miljøteknologi. Når der bruges vedvarende udvikling som en løsning for miljøproblemer har løsningen behov for at være: Rimelig for samfundet, økonomisk holdbar og miljødygtig. Nogle miljøteknologier der overholder kravene for vedvarende udvikling er: genbrug, recirkulering, vandrensning, spildevandsrensning, remediering, røggasbehandling, affaldshåndtering og vedvarende energi.

## Relaterede teknologier
Nogle teknologier assisterer direkte med energiforbrug, hvor andre teknologier forsøger at hjælpe miljøet ved at reducere mængden af affald fra menneskeaktiviteter.
Energikilder som fx solenergi forårsager færre problemer for miljøet end traditionelle ressourcer som fx kul og råolie. Videnskabsmænd leder fortsat efter rene alternativer som energikilder til vores nuværende produktionsmetoder. Nogle teknologier som fx anaerob forbrænding (ikke iltforbrugende forbrænding) producerer vedvarende energi fra affaldsprodukter. Den globale reduktion af drivhusgasser afhænger af udbredelsen af teknologierne for energiforbrug hos den industrielle verden såvel som den rene energi generation.
En introduktion af en energibesparende del til almindelige industrielle køleenheder eller airconditionanlæg kan skære dramatisk ned på mængden af kuldioxid (CO2) og svovldioxid (SO2), som ellers ville blive optaget i atmosfæren.